# Privatklinik Hohenegg
Die Privatklinik Hohenegg (ehemals Psychiatrische Klinik Hohenegg) ist eine psychiatrische Klinik in Meilen in der Schweiz. Die Privatklinik Hohenegg wird in der Rechtsform einer Aktiengesellschaft geführt und gehört zu 100 Prozent der gemeinnützigen Stiftung Hohenegg. Die Klinik beschäftigt 180 Mitarbeitende verteilt auf 120 Vollzeitstellen und verfügt über 70 Betten.

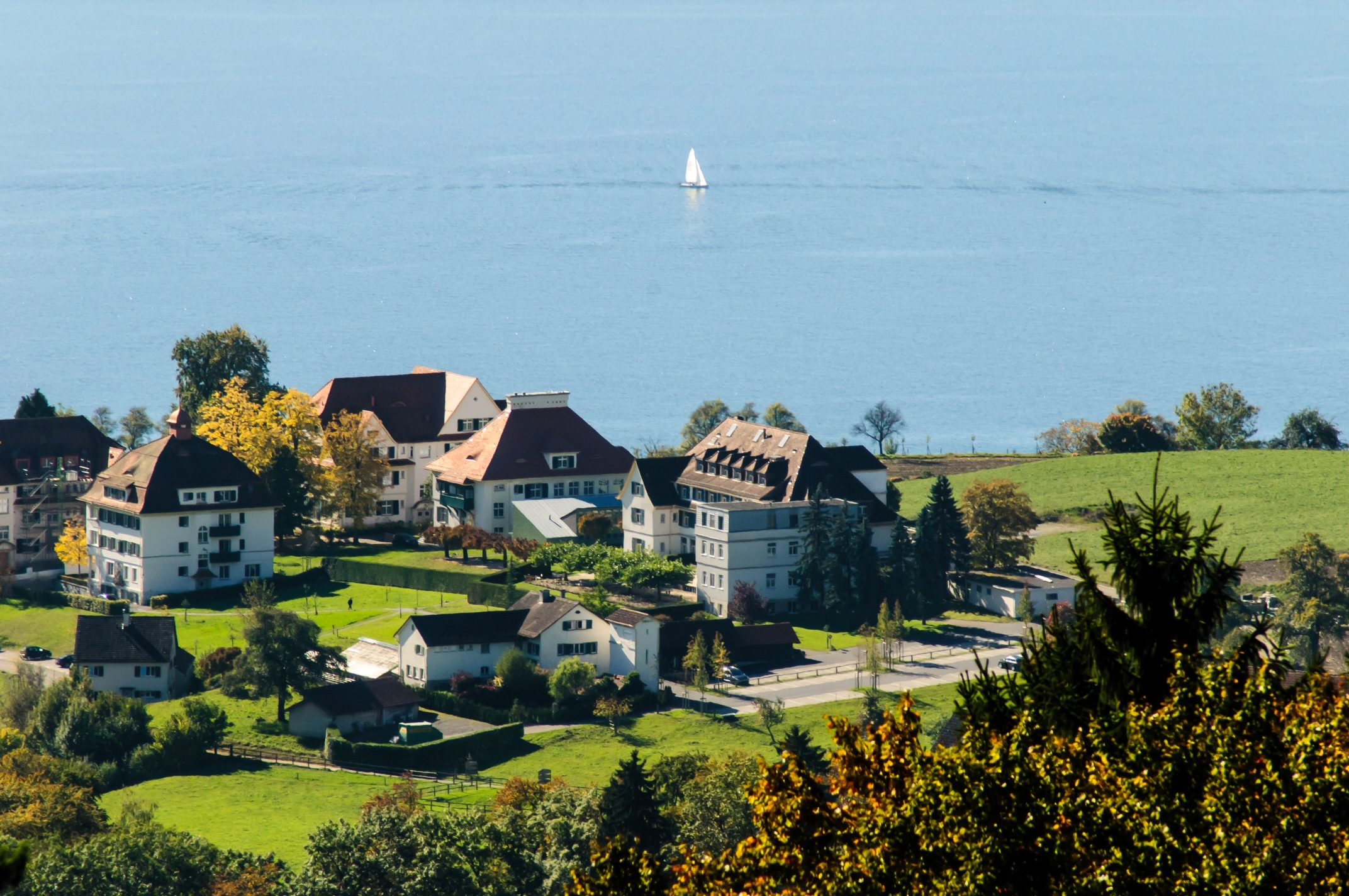
Klinikareal der Privatklinik Hohenegg im Oktober 2013

Alter Zugang um 1922 (noch ohne Parkplätze und Buswendeschleife)

Planskizze mit Abteilung für Frauen und Abteilung für Männer aus dem Jahr 1914 (nicht realisiert)

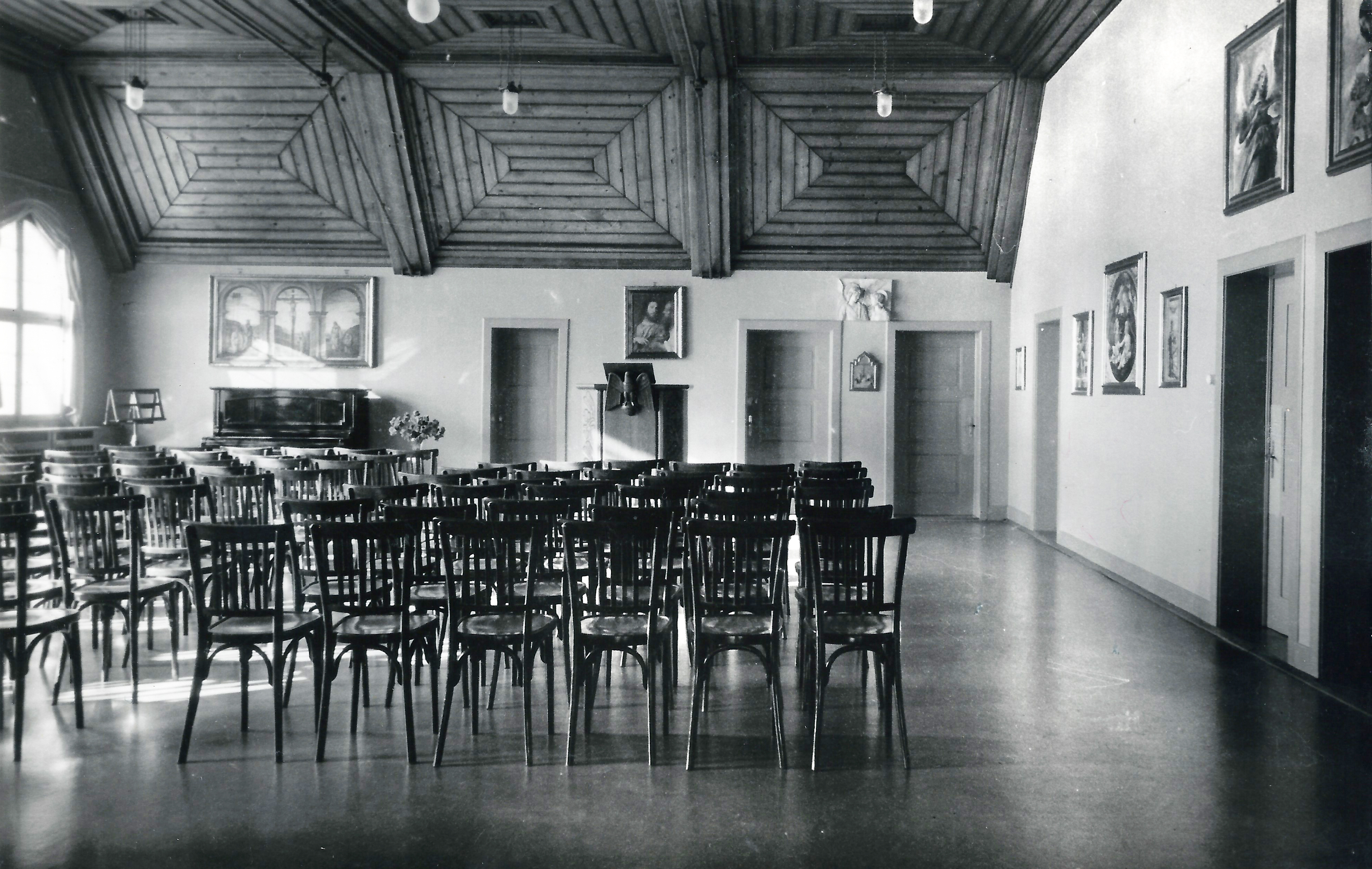
Alter Kirchensaal / Andachtsraum im Patientenhaus um 1933

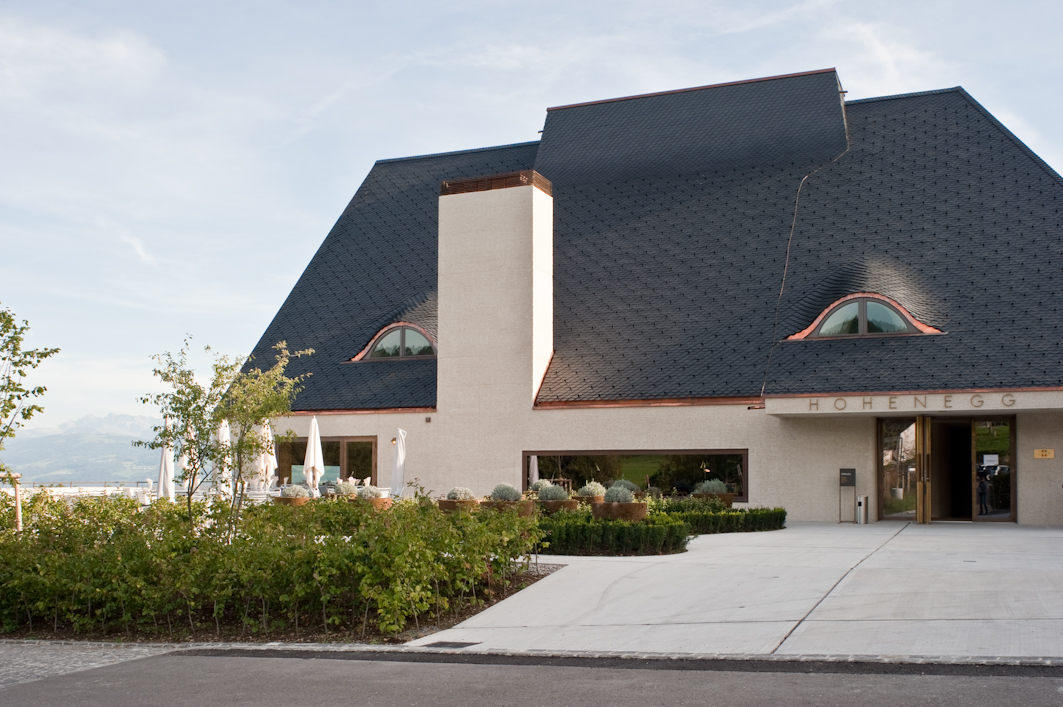
Neubau Terrazza im September 2011

## Geschichte
Anlass für die Gründung der heutigen Privatklinik waren die verbreiteten psychiatrischen Missstände vor 100 Jahren. Selbst prominente Vertreter, wie beispielsweise Professor Eugen Bleuler vom Burghölzli, der staatlichen Irrenanstalten oder Heil- und Pflegeanstalten (heute psychiatrische Kliniken) beklagten den schlechten Ausstattungsstand in ihren Kliniken.
Diese Umstände bewegten den jungen Zürcher Arzt Theodor Zangger im Jahr 1902 zur Veröffentlichung einer Broschüre, in welcher er – erfolglos – um Gaben für ein privates „Asyl für Gemütskranke“ bat. Im November 1903 erhielt er unverhofft 200‘000 Franken aus dem Nachlass eines Freundes für sein Anliegen. Er suchte Gesinnungsfreunde und fand diese in Pfarrer Rudolf Bodmer-Hess, Dietrich Schindler-Stockar, Oberholzer-Gerber und John Syz-Schindler. Am 16. Dezember 1903 wurde das Initiativ-Komitee zum Bau eines „Asyls für Gemütskranke“ konstituiert.
Die „Anstalt Hohenegg“ wurde am 31. Oktober 1912 als sechste Privatklinik im Kanton Zürich eröffnet. Im Jahr 1975 erfolgte die Anerkennung als subventioniertes Krankenhaus durch den Regierungsrat des Kantons Zürich und die Umwandlung des aus dem Initiativ-Komitee entstandenen Vereins in eine gemeinnützige Stiftung, welche die Klinik bis heute führt.
Die Entwicklung der Bezeichnungen der Klinik widerspiegeln die Veränderungen in der Psychiatrie und des Betriebes:
- 1912–1918 Anstalt für Gemüts- und Nervenkranke
- 1919–1951 Nervenheilanstalt Hohenegg
- 1952–1968 Sanatorium Hohenegg
- 1969–1998 Psychiatrische Klinik Hohenegg
- 1999–2005 Klinik für Psychiatrie und Psychotherapie
- seit 2006 Privatklinik Hohenegg

Chefärzte / Ärztliche Direktoren der Hohenegg:
- Conrad Escher 1912–1916
- Max Kesselring 1916–1941
- Hans Binder 1942
- Aloys von Orelli 1942–1959
- Klaus Ernst 1959–1968
- Siegfried Rotach 1968–1989
- Toni Brühlmann 1989–2013
- Stefan Büchi 2013–2022
- Josef Jenewein seit Juli 2022

Im März 2004 beauftragte der Regierungsrat des Kantons Zürich die kantonale Gesundheitsdirektion, das Verfahren auf Entlassung der Klinik aus der Spitalliste Psychiatrie und das Verfahren auf Entzug der Staatsbeitragsberechtigung einzuleiten. Die Stiftung wehrte sich auf verschiedenen juristischen Ebenen gegen diesen Entscheid, veranstaltete Demonstrationen in Meilen und in Zürich, sammelte über 70 000 Unterschriften (Petition) und verschiedene Fachorganisationen setzten sich für den Fortbestand der Klinik ein. Die Anstrengungen blieben ohne Erfolg.
Nach dem Verlust der Subventionierung und der Entlassung aus der kantonalen Spitalliste entschied sich der Stiftungsrat für die Weiterführung der Klinik in der einzigen verbleibenden Möglichkeit als sogenanntes Vertragspital – exklusiv für Privat- und Halbprivatversicherte. Seit 1. Januar 2006 wird die Klinik Hohenegg damit als „Privatklinik Hohenegg AG“ betrieben.
Im Jahr 2013 wurden 550 Patienten in den drei Kompetenzzentren Depression und Angst, Burnout und Lebenskrisen und Psychosomatik stationär behandelt.

## Architektur
Ab Mitte des 19. Jahrhunderts fand in der Psychiatrie ein Umdenken statt. Anstelle von Grossanlagen, in welchen die Patienten burgartig versorgt wurden, entstanden Anlagen mit dezentralen Bauten, welche dem jeweiligen Krankheitsbild bzw. der zugeordneten Nutzung dienten.
Die Winterthurer Architekten Robert Rittmeyer und Walter Furrer erbauten bereits von 1906 bis 1908 in Herisau eine erste Anlage, welche den Anforderungen an die neue Psychiatrie entsprach. 1909 arbeiteten sie die Skizzen für den Bau der Hohenegg aus. Im Dezember 1910 erfolgte der Baubeginn von 5 Häusern (Abteilung für Frauen) im „Pavillonstil“: Pensionshaus, Ruhigenhaus, Unruhigenhaus, Küchengebäude und Ärzte- und Verwaltungshaus.
In den 1930er Jahren wurden die Dächer ausgebaut und die Häuser mit ersten Anbauten erweitert. Im Laufe der Zeit wurden die Bauten immer wieder den neusten Bedürfnissen angepasst. Im Jahr 2007 begann eine sich über 3 Etappen erstreckende Umbau-, Sanierungs- und Erweiterungsphase. Die Zürcher Architekten Romero & Schaefle und Vogt Landschaftsarchitekten wurden mit dieser Aufgabe betraut. Neben der Sanierung und dem Umbau der historischen Bauten und der Gartenanlage, wurde die Anlage um zwei Neubauten ergänzt: Haus „Terrazza“ für Empfang, Verwaltung und Gastronomie sowie ein Gebäude für Fitness und Physiotherapie. Im November 2014 wurde die 7-jährige Bauphase abgeschlossen.

## Lage
Die Privatklinik Hohenegg liegt am Hang des Pfannenstiel (Zürich) über dem Zürichsee. Der Name „Hohenegg“ ist keine traditionelle Flurbezeichnung, sondern eine Neuschöpfung. Von Anfang an achtete man auf einen angemessenen Umschwung, um die Patientenhäuser gegen Lärm und Betrieb abzuschirmen. Aus therapeutischer Sicht legte man deshalb auf Gestaltung der Gärten und der ausgedehnten Spazierwege, u. a. den „Zwätschgewäg“ auf der Geländekante gegen den See hin und den „Birewäg“, als Fortsetzung in Richtung Zürich. Diese Wege sind auch Teil des kantonalen Panoramaweges von Zürich nach Rapperswil.

## Stiftung Hohenegg
Die Privatklinik Hohenegg gehört der gemeinnützigen Stiftung Hohenegg. Zweck der Stiftung ist die Erfüllung von Aufgaben im Gesundheitswesen zugunsten von psychisch kranken und/oder behinderten Menschen, im Besonderen der mittelbare oder unmittelbare Betrieb einer Klinik für Psychiatrie, Psychotherapie und Psychosomatik mit ambulanten, halbstationären und stationären Einrichtungen. Sie fördert die Ausbildung von Ärzten und Personal sowie die Forschung. Sie kümmert sich auch um den Erhalt der denkmalgeschützten Anlage mit Park und der Spazierwege.